# Затиш'є
Зати́ш'є (рос. Затишье) — селище у складі Богородського міського округу Московської області, Росія.

## Населення
Населення — 127 осіб (2010; 139 у 2002).
Національний склад (станом на 2002 рік):
- росіяни — 95 %